# Jack Huston
Jack Alexander Huston (ur. 7 grudnia 1982 w Londynie) – brytyjski aktor telewizyjny, filmowy i teatralny. Wcielał się w postać Richarda Harrowa w serialu HBO Zakazane imperium. Wystąpił też w drugoplanowej roli w dramacie kryminalnym Davida O. Russella American Hustle (2013) i zagrał tytułową rolę w filmie Timura Biekmambietowa Ben-Hur (2016).

## Życiorys

### Wczesne lata
Urodził się w Londynie jako syn Margot Lavinii Cholmondeley i Waltera Anthony’ego Hustona. Jest wnukiem amerykańskiego reżysera Johna Hustona, prawnukiem aktora Waltera Hustona, a także bratankiem aktora i reżysera Danny’ego Hustona oraz aktorki Anjeliki Huston. W wieku sześciu lat wystąpił w szkolnym przedstawieniu Piotruś Pan. Kształcił się w prywatnej szkole aktorskiej Hurtwood House.

### Kariera
W 2004 w czasie nauki szkole średniej dostał swoją pierwszą, niewielką rolę Flaviusa w miniserialu Spartakus u boku Gorana Višnjića, Jamesa Fraina i Alana Batesa. Jednak karierę aktorską rozpoczął dopiero dwa lata później, wcielając się w postać poety Gerarda Malangi w dramacie biograficznym Dziewczyna z fabryki z Guyem Pearce’em i Sienną Miller. Następnie wystąpił w filmach: Lęk (2007) z Lindsey Haun, Outlander (2008) z Jamesem Caviezelem i Saga „Zmierzch”: Zaćmienie (2010), gdzie zagrał postać Royce’a Kinga II.
W 2010 przyjął rolę Richarda Harrowa w kilku odcinkach serialu HBO Zakazane imperium, po czym dołączył do regularnej obsady serialu. Pojawił się później w różnych produkcjach europejskich, w tym dramacie kryminalnym Davida O. Russella American Hustle (2013) u boku Christiana Bale’a i Bradleya Coopera.
W 2013 zagrał w londyńskim Gielgud Theatre w sztuce Strangers on a Train autorstwa Patricii Highsmith. Otrzymał później tytułową rolę w produkcji Ben-Hur (2016).

## Filmografia

### Filmy fabularne
- 2004: Spartakus jako Flavius
- 2006: Dziewczyna z fabryki jako Gerard Malanga
- 2007: Lęk jako Jake
- 2008: Outlander jako Wulfric
- 2009: Boogie Woogie jako Joe
- 2009: Shrink jako Shamus
- 2010: Mr Nice jako Graham Plinson
- 2010: Saga „Zmierzch”: Zaćmienie jako Royce King II
- 2012: Palący problem jako lord Alfred
- 2012: Two Jacks jako Jack Hussar Junior
- 2012: Not Fade Away jako Eugene Gaunt
- 2013: Night Train to Lisbon jako Amadeu
- 2013: Na śmierć i życie jako Jack Kerouac
- 2013: American Hustle jako Pete Musane
- 2015: Najdłuższa podróż jako młody Ira Levinson
- 2015: Duma i uprzedzenie, i zombie jako pan Wickham
- 2016: Ave, Cezar! jako Cad in Cab
- 2016: Ben-Hur jako Juda Ben-Hur
- 2016: Zwyczajna dziewczyna jako Ellis Cole
- 2019: Irlandczyk jako Robert F. Kennedy
- 2021: Dom Gucci jako  Domenico De Sole

### Seriale TV
- 2009–2010: Eastwick jako Jamie
- 2010–2013: Zakazane imperium jako Richard Harrow
- 2012: Parade’s End jako Gerald
- 2012: Tron: Rebelia jako Rasket (głos)
- 2014: The Great Fire jako król Karol II Stuart
- 2018: Mr. Mercedes jako Felix Babineau
- 2018: The Romanoffs jako Samuel Ryan
- 2021: Fargo jako Odis Weff